# Мейн, Том
Том Мейн (англ. Thom Mayne, род. 19 января 1944, Уотербери) — американский архитектор. Кавалер Золотой медали Американского института архитектуры (2013).

## Биография
Мейн родился в многонациональной семье в Коннектикуте, но большая часть его жизни связана с Калифорнией. Он окончил Университет Южной Калифорнии и вскоре основал собственный архитектурный институт. Одновременно он создал бюро, названное Morphosis. Новаторские произведения, строившиеся по проектам Мейна, не всегда находили понимание за пределами Калифорнии.
Первым крупным заграничным заказом стала сеульская «Башня Солнца» (1997). После этого на «Морфозис» посыпались предложения от образовательных и государственных учреждений. Мейн работал для высшей школы в Помоне (1999), Университета Торонто (2000), Университета Цинциннати (2006), Калифорнийского технологического института (2009).
Среди лучших работ Мейна для госучреждений — штаб-квартира Департамента транспорта Калифорнии (2004) и федеральный суд в Юджине (2006). В 2012 году планируется завершить строительство небоскрёба «Фар» в Париже, который называют «соперником Эйфелевой башни».
Стиль Мейна обычно определяют как деконструктивизм, однако сам зодчий считает, что не деконструирует, а реконструирует пространство. Его работы, особенно ранние, критики называют бунтарскими, радикальными и даже агрессивными. Мейн, напротив, считает себя гуманистом, так как подражает сложным природным формам, которые он противопоставляет абстрактной геометрии. Его постройки призваны создавать впечатление динамики постоянного роста и развития.
Большое внимание архитектор уделяет экологии, в частности, минимизации потребления энергии.
Мейн бывал в России и с уважением говорит о советском конструктивизме.
В 2012 году он приобрёл особняк Рэя Брэдбери. В 2015 году разрушил дом знаменитого писателя, предварительно получив разрешение на снос.